# Ilse Kappelle
Ilse Kappelle (Amstelveen, 13 mei 1988) is een Nederlands hockeyspeelster. In clubverband is ze actief als verdediger en middenvelder bij HC Amsterdam. Sinds 2020 speelt Kappelle voor de Nederlandse hockeyploeg.

## Biografie
Kappelle werd geboren in Amstelveen en groeide op in Nijmegen. Ze komt uit voor HC Amsterdam in de Hoofdklasse.
Kappelle werd in 2019 voor het eerst geselecteerd voor de Nederlandse hockeyploeg en maakte haar debuut in 2020.
Voor haar debuut in Oranje kwam Dicke uit voor Jong Oranje. Ze maakte haar debuut tijdens het WK junioren 2016 in Santiago, Chili. Ze hielp haar ploeg met twee doelpunten aan de finale, die verloren ging tegen de leeftijdsgenoten van Argentinië. In 2019 kwam Kappelle eveneens uit op het WK junioren in Valencia, Spanje. Ze was aanvoerder van haar team dat opnieuw zilver won na een verlies na shoot-out in de finale tegen Spanje.